# پالمر لیک (کلرادو)
پالمر لیک (به انگلیسی: Palmer Lake) شهری در ایالت کلرادو کشور ایالات متحده آمریکا است که جمعیت آن در سرشماری سال ۲۰۱۰ میلادی، ۲٬۴۲۰ نفر بوده‌است.

## نگارخانه

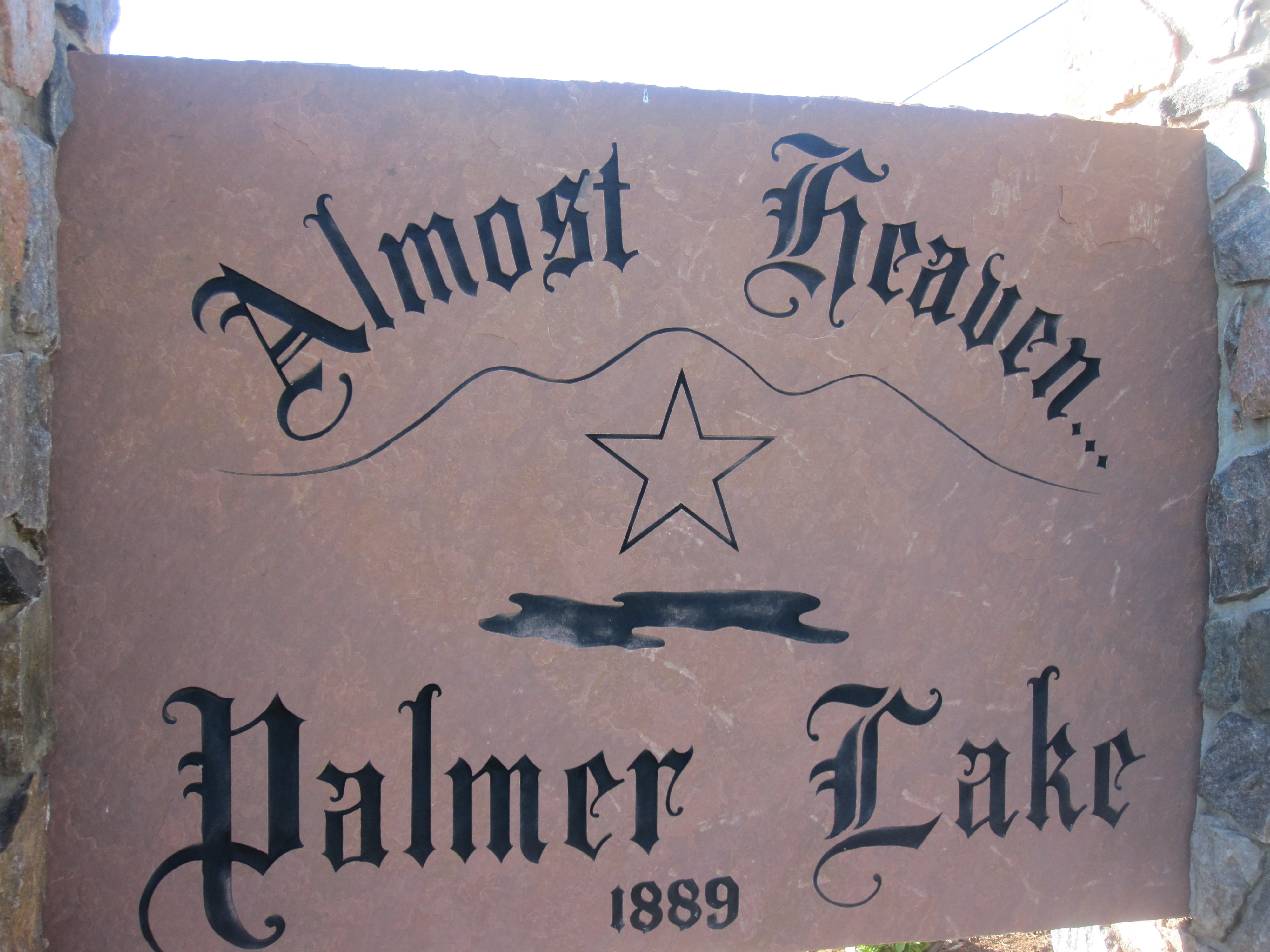
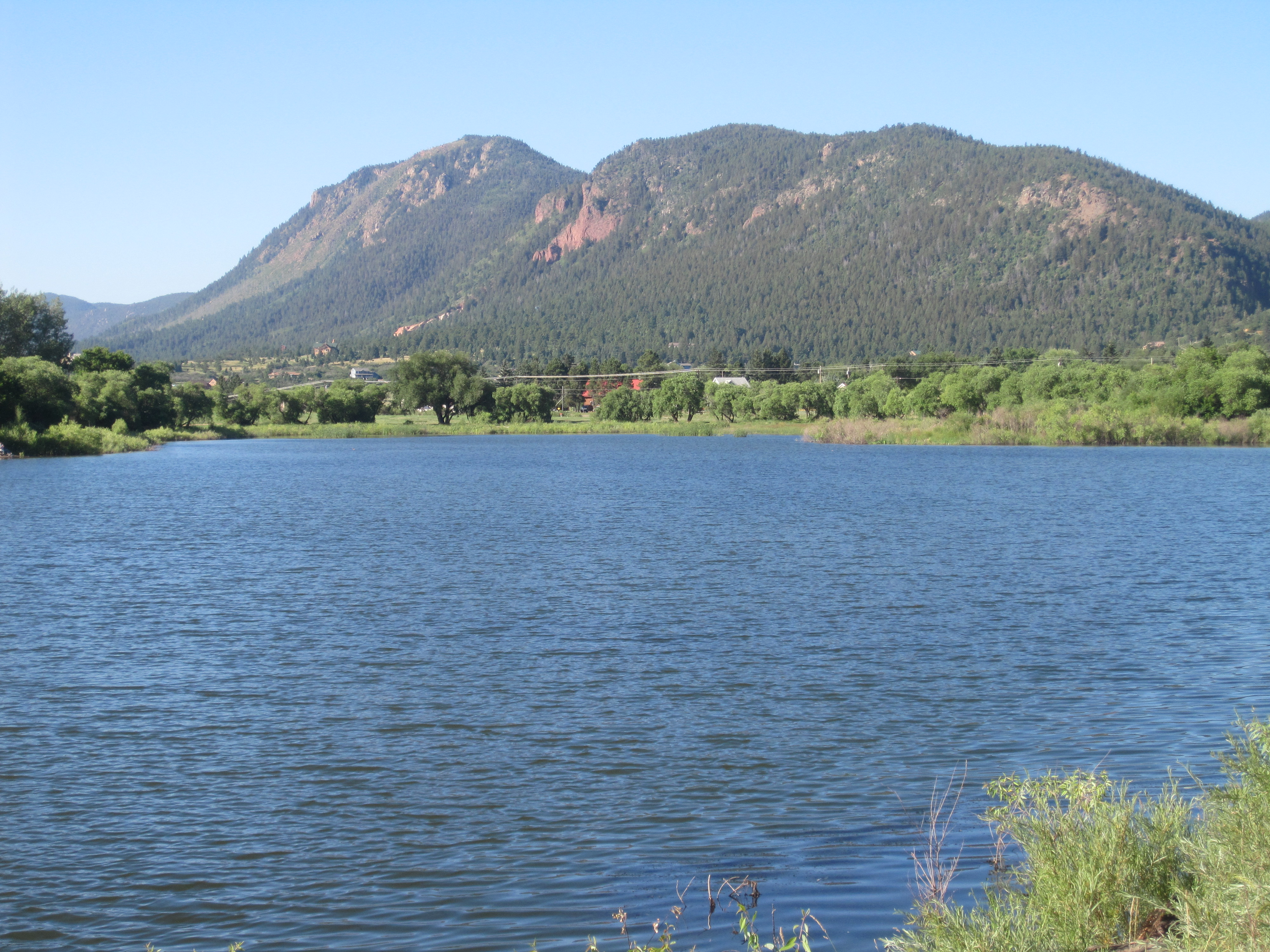
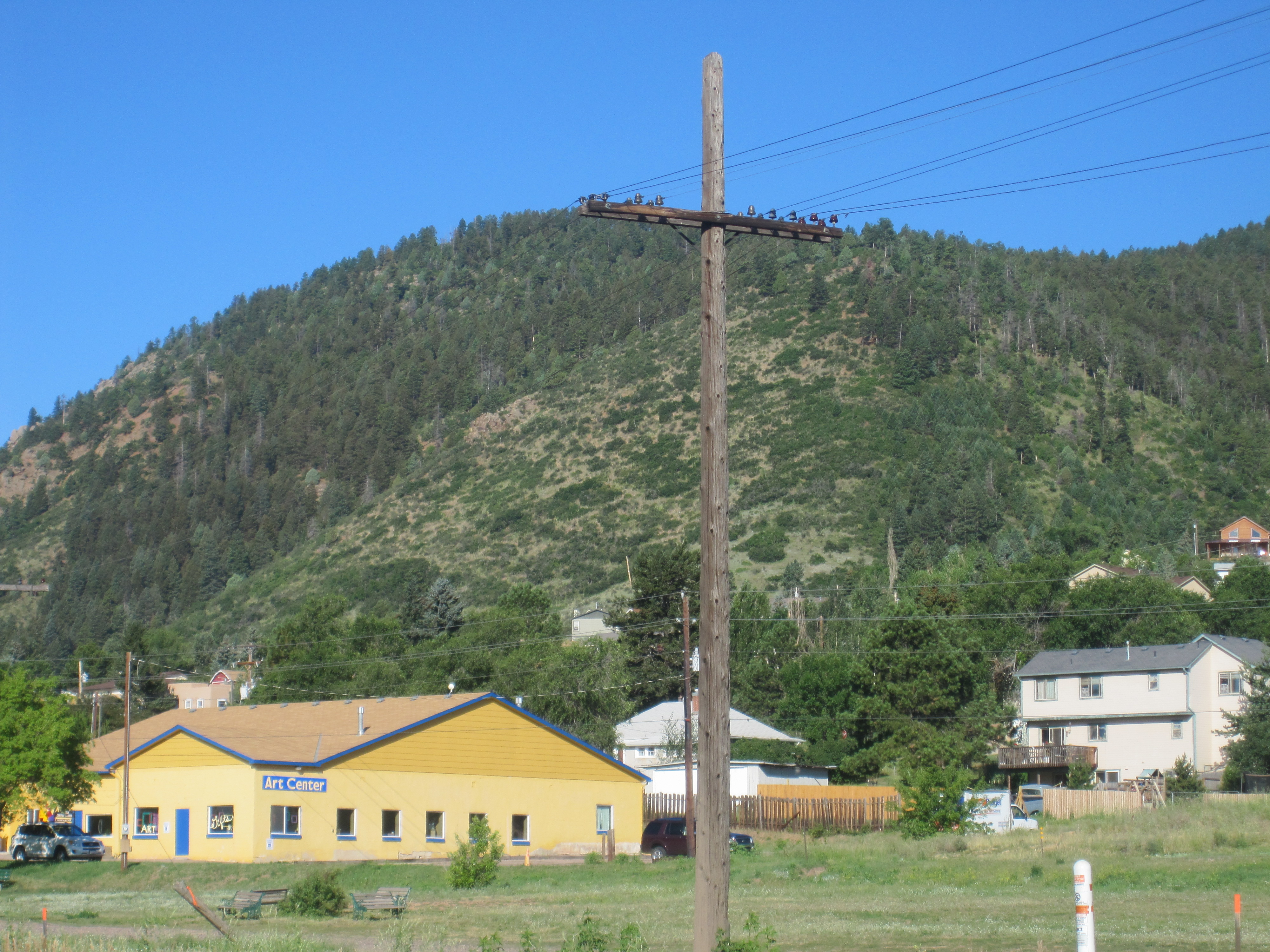
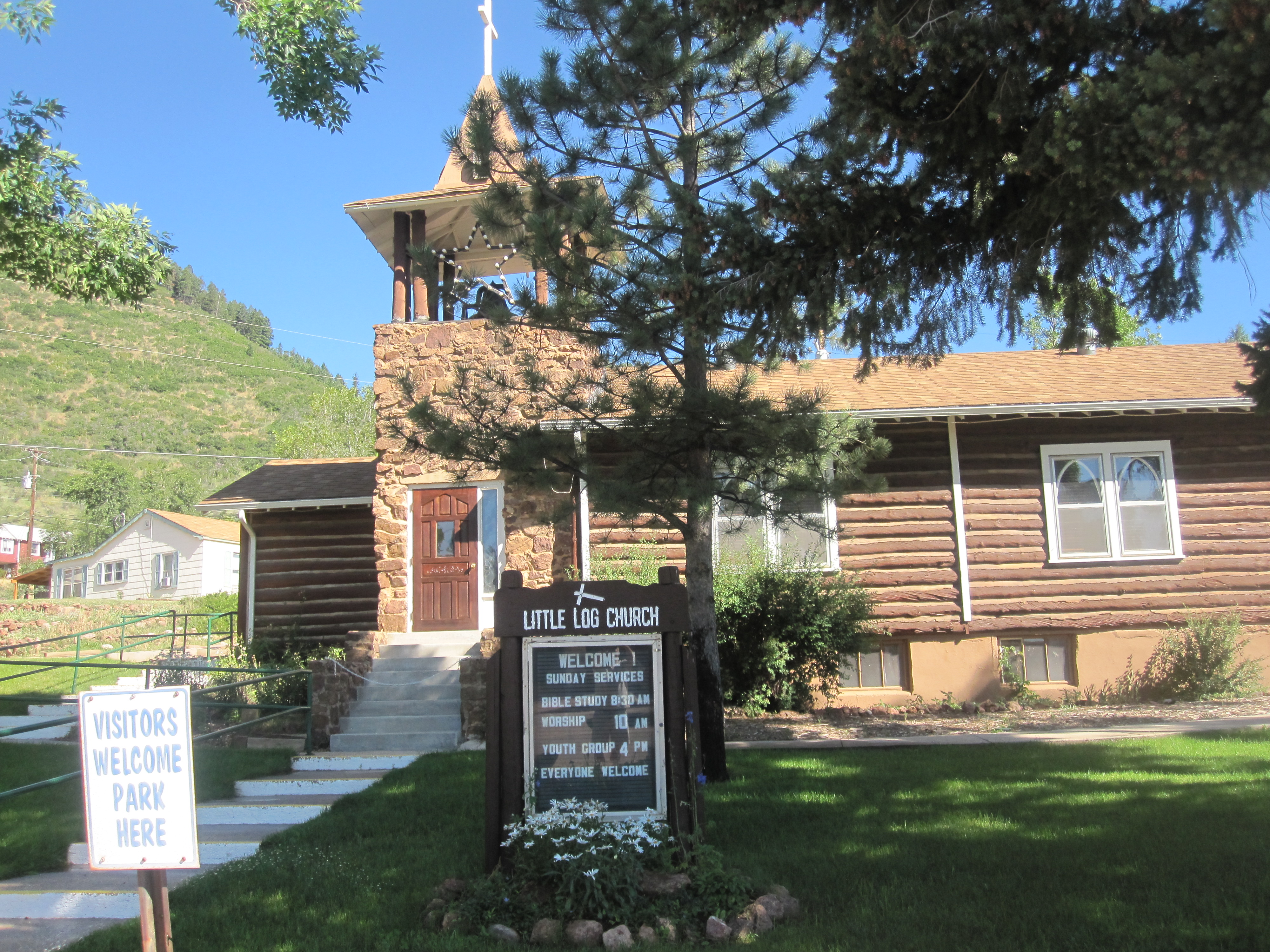
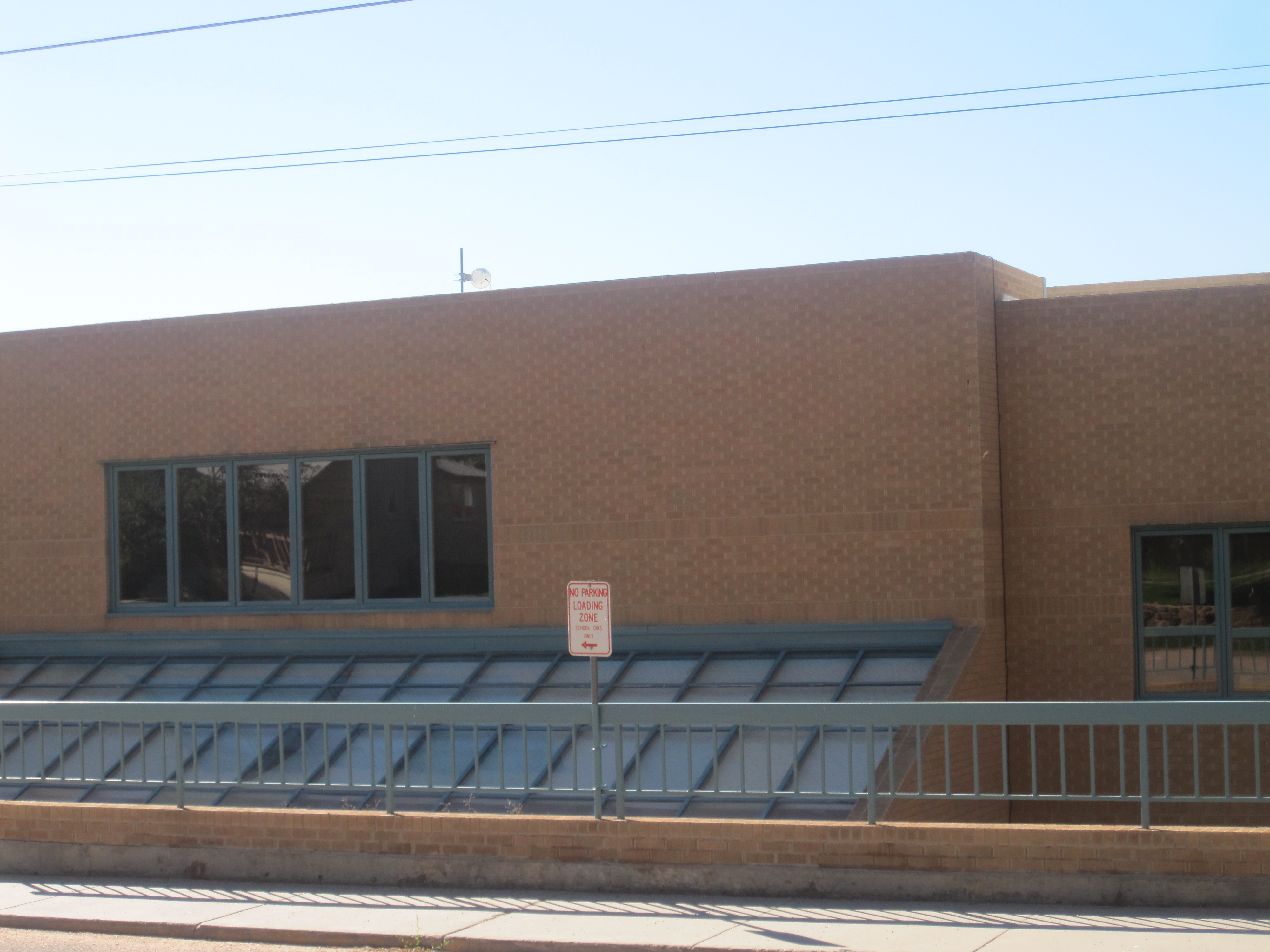
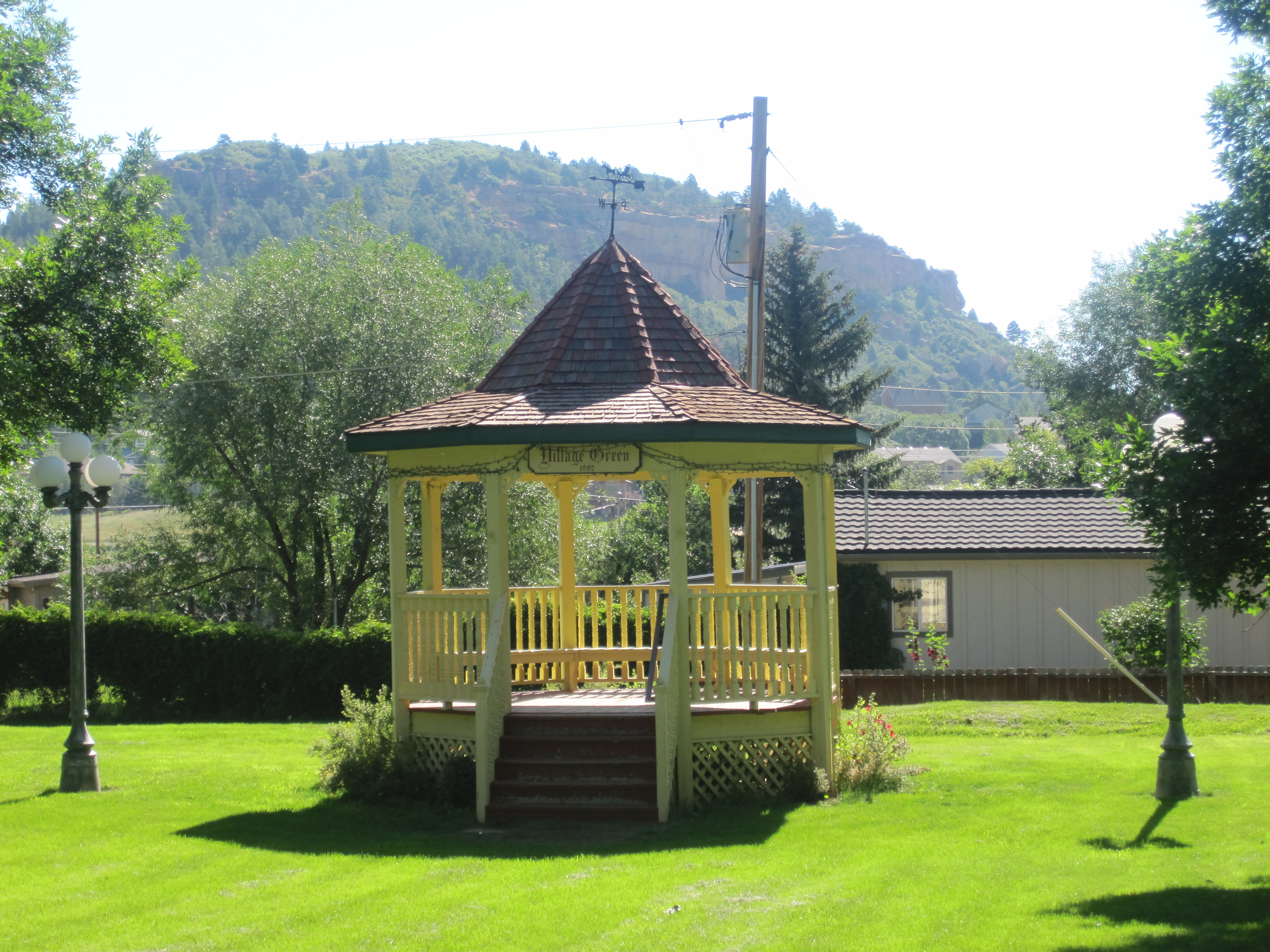
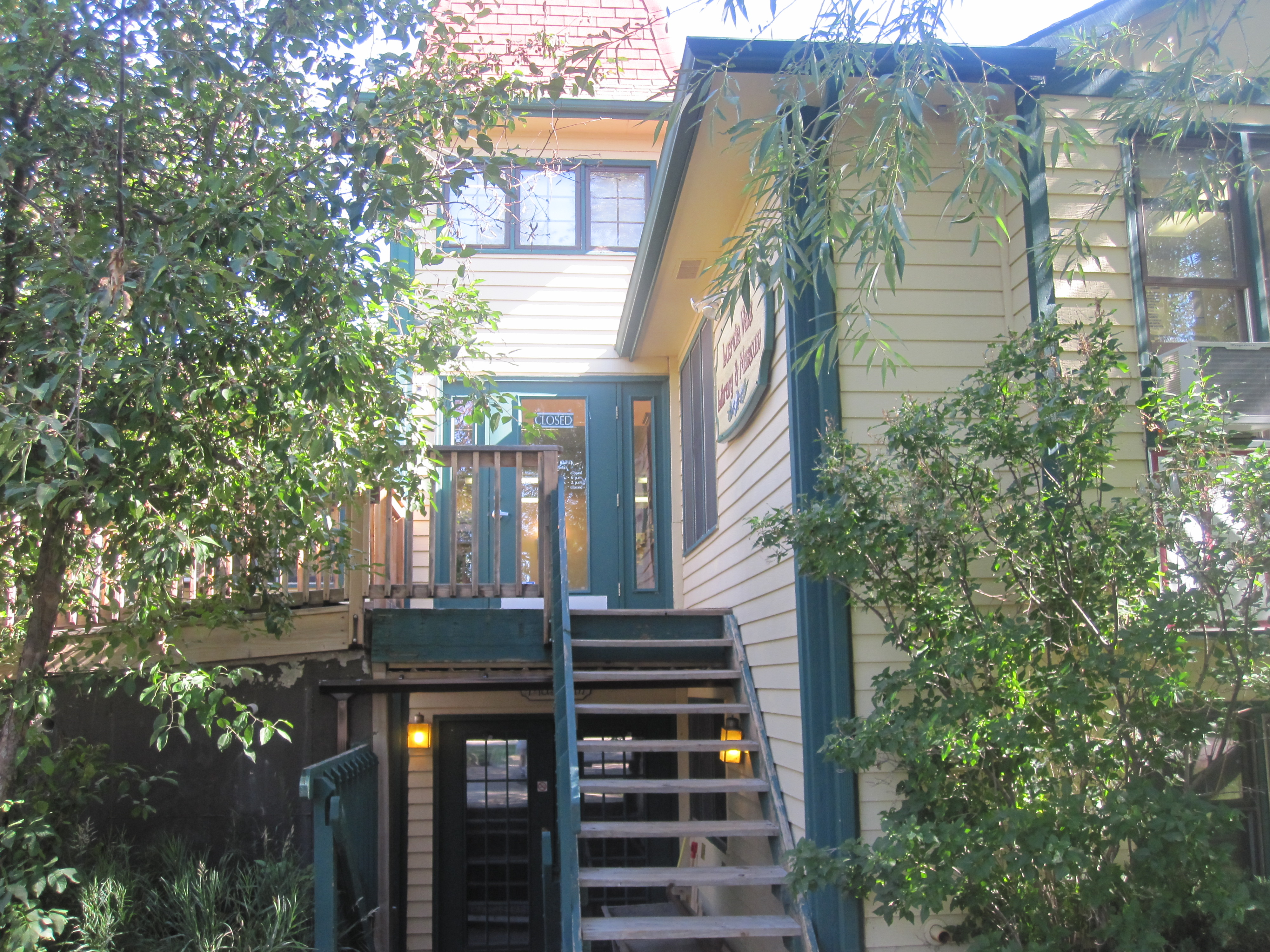